# Hildebrando Salgado Cervera
Hildebrando Salgado Cervera (Pomahuaca, 23 de julio de 1937) es un profesor, empresario y político peruano. Miembro del partido político Acción Popular, fue regidor de la ciudad de Chiclayo desde 2003 hasta 2006 y diputado por Lambayeque durante el disuelto periodo 1990-1992.

## Biografía
Hildebrando Salgado nació en el distrito de Pomahuaca, ubicado en la provincia de Jaén del departamento de Cajamarca en Perú, el 23 de julio de 1937.
Cursó sus estudios primarios en la ciudad de Jaén y los secundarios en la Gran Unidad Escolar Pedro A. Labarthe en la ciudad de Lima. Entre 1965 y 1968 cursó estudios superiores de educación en la Universidad Inca Garcilaso de la Vega, siendo graduado como profesor.
Fue director regional de Educación en Lambayeque y en Cajamarca. Fue también director general y promotor del Complejo Educativo “El Pacífico” en Chiclayo.

## Carrera política
Como político, Hildebrando Salgado se inició cuando se afilió a Acción Popular, partido político liderado por Fernando Belaúnde Terry. Dentro del partido, Salgado ejerció como vicesecretario regional del Norte de 1987 a 1988 y luego secretario general del partido.

### Diputado por Lambayeque
Durante las elecciones generales del año 1990, Hildebrando Salgado participó por primera vez en la política como candidato a la Cámara de Diputados del Congreso de la República por el Frente Democrático, representando a su natal Lambayeque. Salgado resultó luego elegido como diputado y fue juramentado ante la Junta Preparatoria del Congreso para el periodo parlamentario 1990-1995. Sin embargo, su cargo posteriormente fue disuelto el 5 de abril de 1992 por el autogolpe de estado decretado por el entonces presidente Alberto Fujimori y formó parte de la oposición al régimen.
Intentó nuevamente ser parlamentario en las elecciones del año 1995 y en las del año 2000 por Acción Popular, sin éxito en ambas ocasiones.
En las elecciones municipales del año 2002 fue elegido como regidor de la provincia de Chiclayo para el periodo 2003-2006, siendo electo alcalde Arturo Castillo Chirinos por el Movimiento Independiente “Manos Límpias”.

### Elecciones del 2010
Para las elecciones regionales del año 2010, Hildebrando Salgado decidió volver a Acción Popular y luego participó como candidato a la presidencia del Gobierno Regional de Lambayeque, exponiendo sus propuestas y su plan de gobierno enfocado en el crecimiento económico y en el sector de educación. Finalizando las elecciones, la candidatura de Salgado quedó en el séptimo lugar de las preferencias con sólo el 3.175% de los votos.